# 2618 Coonabarabran
2618 Coonabarabran este un asteroid din centura principală, descoperit pe 25 iunie 1979, de Eleanor Helin și Schelte Bus.